# August Gottlieb Richter
August Gottlieb Richter (né le 13 avril 1742 à Zörbig, Saxe – mort le 23 juillet 1812) est un chirurgien saxon. Il est le premier à avoir décrit la hernie de Richter (en). Parmi ses publications les plus connues se trouvent les sept volumes de Anfangsgründe der Wundarzneikunst, abordant le traitement des blessures. De 1771 jusqu'à 1797, il est rédacteur au Chirurgische Bibliothek. Richter a effectué des recherches approfondies dans le domaine de l'ophtalmologie, publiant notamment Abhandlung von der Ausziehung des grauen Stars (1773), un traité sur la chirurgie des cataractes (en).

## Biographie
Richter obtient un doctorat de l'université de Göttingen en 1764. Il y devient professeur en 1771. Il vit la plus grande partie de sa carrière comme professeur et chirurgien à Göttingen.
En 1774, il est élu à l'Académie royale des sciences de Suède.

## Œuvres
- (de)Chirurgische Bibliothek, 15 volumes. Göttingen and Gotha (Allemagne), 1771-1797.
- (de)Abhandlung von den Brüchen, deux volumes, 1778, 1779; deuxième édition, en anglais, 1785- Treatise on fractures.
- (de)Anfangsgründe der Wundarzneikunst, sept volumes, 1792-1804. Medicinische und chirurgische Bemerkungen, vorzüglich im akad. Hospital gesammelt. Volume I, II, 1793, 1813. Traduction en anglais, Édimbourg, 1794 - Rudiments of wound treatment.
- (de)Specielle Therapie, neuf volumes & suppléments, Berlin, 1813-1836; publiés posthumes par son fils Georg August Richter (1778-1832)[1].